# Ali Sriti
Ali Sriti (arabe : علي السّريتي), né en 1919 à Tunis et mort le 5 avril 2007, est un oudiste, compositeur et professeur de musique tunisien.

## Biographie
Il commence à apprendre la musique très jeune sous l'impulsion de son père qui l'encourage à écouter la musique arabe classique dont les œuvres des Égyptiens Sayed Darwich, Mohammed Abdel Wahab, Riad Al Sunbati et Zakaria Ahmed.
En tant que luthiste, il est aussi influencé par l'école turque. Il apprend à jouer du luth (oud) et la fabrication de cet instrument grâce au cheikh Abdelaziz Jemail. Il joue pour la première fois en public à l'âge de onze ans en chantant le poème Ya chiraan waraa dajla yajri mis en musique par Mohamed Abdel Wahab. En 1935, il entre à La Rachidia et étudie en parallèle le solfège auprès de Fernand Depa, le directeur de l'Orchestre symphonique tunisien. En 1936, il entre dans la troupe de Mohamed Triki et suit à la Khaldounia, en 1937, les cours du Syrien Ali Darwich (ar) où il apprend les mouachahs et diverses compositions arabes et turques.
De retour de Paris, où il participe aux concerts organisés au centre islamique de la Grande mosquée de Paris et à la vie musicale de la communauté arabe vivant dans la capitale française, il crée la troupe Chabeb El Fan et travaille avec des artistes comme Kaddour Srarfi, Ibrahim Salah et Salah El Mahdi. Il est chargé en 1957 de créer trois nouvelles troupes relevant de la radio nationale. Travaillant longtemps comme responsable musical à la radio, il est parallèlement enseignant au Conservatoire national de musique de Tunis. Au début des années 1980, il quitte la radio pour se consacrer à ses activités artistiques et pédagogiques. Parmi ses élèves se trouvent Anouar Brahem ou Lotfi Bouchnak.
Il est décoré du Prix national de la musique en 1987 et du Grand Cordon de l'Ordre du mérite national en 1999.